# شراكسة بورنيونية
شراكسة بورنيونية (الاسم العلمي:Charaxes borneensis) هي نوع من الحشرات تتبع جنس الشراكسة من فصيلة الحورائيات.